# Charles Crichton
Charles Crichton (Wallasey, Inglaterra, 6 de Agosto de 1910 -  South Kensington, Inglaterra, 14 de Setembro de 1999) foi um editor, realizador e produtor cinematográfico inglês. Teve uma longa carreira, editando e realizando filmes e programas para a televisão em mais de 40 anos.

## Filmografia

### Realizador
- For Those in Peril (1944)

- Dead of Night (1945 - co-director - segmento Golfing Story)

- Painted Boats (1945)

- Hue And Cry (1947)

- Against The Wind (1948)

- Another Shore (1948)

- Train of Events (1949 - segmento The Composer)

- Dance Hall (1950)

- Roubei um Milhão (1951 - O Mistério da Torre no Brasil)

- Hunted (1952)

- The Titfield Thunderbolt (1953)

- The Love Lottery (1954)

- The Divided Heart (1954)

- The Man in the Sky (1957)

- Law and Disorder (1958)

- Floods of Fear (1959)

- The Battle of the Sexes (1959)

- The Boy Who Stole a Million (1960)

- The Third Secret (1964)

- He Who Rides a Tiger (1965)

- Um Peixe Chamado Wanda (1988)

### Editor
- Sanders of the River (1935)

- Things to Come (1936 - Daqui a Cem Anos no Brasil)

- Elephant Boy (1937)

- Prison Without Bars (1938)

- 21 Days (1940)

- The Big Blockade (1940)

- O Ladrão de Bagdad (1940)

- Yellow Caesar (1941)

- Old Bill and Son (1941)

- Nine Men (1943)

- Whisky Galore! (1949)

### Produtor
- Greek Testament (1942 - produtor associado)

- Nine Men (1943 - produtor associado)